# Terminator 2: Judgment Day - Chess Wars
Terminator 2: Judgment Day - Chess Wars var ett schack-strategispel från 1993 utvecklat av Intracorp och utgivet av Capstone Software till DOS.